# Grönastrild
Grönastrild (Mandingoa nitidula) är en fågel i familjen astrilder inom ordningen tättingar.

## Utseende och läte
Grönastrilden är en liten och knubbig astrild med mörkgrön fjäderdräkt, på buken dock svart översållad med lysande vita droppformade fläckar. Hanen har rött ansikte, honan guld. Arten är ytligt lik melbaastrilden, men är mindre och saknar rött i stjärten. Det distinkta lätet är en kort och ljus drill som ofta avges i flykten. Sången som sällan hörs består av en komplex blandning av många olika typer av läten.

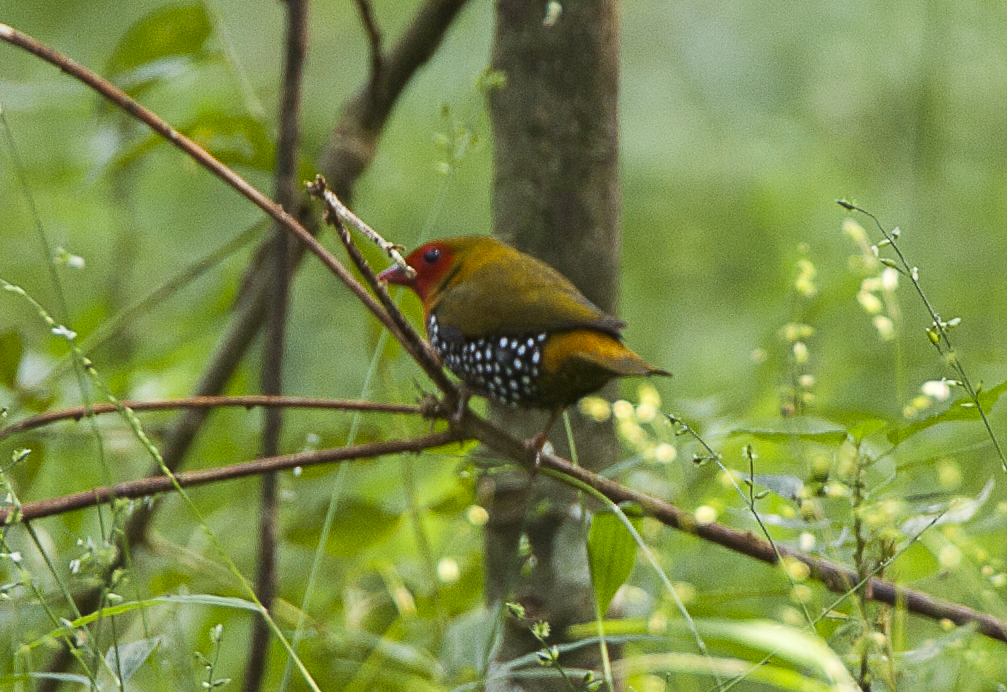

## Utbredning och systematik
Grönastrild placeras som enda art i släktet Mandingoa. Den delas in i fyra underarter med följande utbredning:
- Mandingoa nitidula schlegeli – förekommer från Sierra Leone till Angola, Demokratiska republiken Kongo och Uganda
- Mandingoa nitidula virginiae – förekommer på Bioko i Guineabukten
- Mandingoa nitidula chubbi – förekommer i södra Etiopien nordöstra Zambia, norra Malawi och norra Moçambique
- Mandingoa nitidula nitidula – förekommer från Demokratiska republiken Kongo i nordvästra Zambia, södra Malawi och centrala Moçambique till Sydafrika

Vissa inkluderar underarten virginiae i schlegeli.

## Levnadssätt
Grönastrilden hittas i och kring skogar. Där föredrar den täta snår och öppningar med frösättande gräsarter.

## Status och hot
Arten har ett stort utbredningsområde och en stor population med stabil utveckling och tros inte vara utsatt för något substantiellt hot. Utifrån dessa kriterier kategoriserar internationella naturvårdsunionen IUCN arten som livskraftig (LC).